# Reggenza di Tulang Bawang
La reggenza di Tulang Bawang (in indonesiano: Kabupaten Tulang Bawang) è una reggenza dell'Indonesia, situata nella provincia di Lampung.